# Harald Danius
Johan Oscar Harald Danius, född 7 juni 1874 i Malmö, död 21 februari 1945 i Stockholm, var en svensk industriman.
Harald Danius var lantbruksbokhållare och inspektor i Västergötland 1892–1896, bokförare hos AB Stjernfors-Ställdalen 1896–1900, kassör och kontorschef på Vagn- & Maskinfabriksaktiebolaget i Falun 1900–1912, kassadirektör 1912–1917, verkställande direktör i AB Arlöfs Mekaniska Verkstad & Waggonfabrik 1917–1918, chef för A. Johnson & Co:s avdelningskontor i Malmö och Göteborg 1919–1927 samt disponent och verkställande direktör i Orrefors Bruks AB 1927–1933. 
Danius var ledamot av skolrådet, ordförande i kommunalnämnden, fattigvårdsstyrelsen och valnämnden i Stora Kopparbergs landskommun 1908–1911, i municipalnämnden och -stämman i Burlövs landskommun och Arlövs municipalsamhälle 1914–1918.
Han gifte sig 1901 med Sigrid Elfling (1872–1940) och var far till Lars Danius samt farfar till Sara Danius. Makarna Danius är begravda på Norra begravningsplatsen utanför Stockholm.